# Jean-Jules-Antoine Lecomte du Nouÿ
Pour les articles homonymes, voir Lecomte du Nouÿ et Lecomte.
Jean-Jules-Antoine Lecomte du Nouÿ né le 10 juin 1842 à Paris où il est mort le 19 février 1923, est un peintre et sculpteur français.

## Biographie
Jean-Jules-Antoine Lecomte du Nouÿ, à l'état civil Jean-Antoine Jules Lecomte-Dunouy, est le fils de Jules Louis Michel Lecomte, musicien, et de Félicité Alexandrine Dunouy. Il est le frère aîné de l'architecte français André Lecomte du Nouÿ (1844-1914). Admis à l'École des beaux-arts de Paris, il y est successivement l'élève de Charles Gleyre, d'Émile Signol et enfin de Jean-Léon Gérôme.
Issu d'un milieu conservateur et catholique, il épouse en 1876 en premières noces Valentine Peigné-Crémieux (1855-1876), la fille d'Alfred Peigné et de Mathilde Crémieux (1834-1912), petite-fille du sénateur Adolphe Crémieux, d'une famille de confession juive. Elle meurt le 15 octobre de l'année de son mariage. Lecomte du Nouÿ garda des liens étroits avec sa belle-famille, notamment avec Jean Cruppi. Il se remarie avec Caroline Évrard (1851-1892), qui lui donne un fils unique, le futur architecte et archéologue Jacques Théodore Jules Lecomte du Nouÿ (1885-1961). Sa troisième épouse s'appelle Térésa Marie Fisanne (ou Fizanne), dont il peint le portrait en 1906.
Son tableau Francesca de Rimini et Paolo dans la caverne marque ses débuts au Salon des artistes français de 1863, salon où il expose ensuite régulièrement tous les ans.
En 1865, il entreprend son premier voyage en Orient en compagnie du peintre Félix-Auguste Clément.
En 1866, il remporte une médaille pour L'Invocation à Neptune, puis le 2e grand prix de Rome en 1872 pour la Mort de Jocaste. Cette même année, l'État français se rend acquéreur de son tableau Les Porteurs de mauvaises nouvelles pour le musée du Luxembourg, en 1873 du Charmeur pour le musée des Beaux-Arts de Reims, en 1874 d'Eros-Cupido pour le musée des Beaux-Arts de Tours. En 1873, associé à la Ville de Paris, l'État passe commande à l'artiste de deux vastes compositions pour la décoration de l'église de la Sainte-Trinité, qu'il livrera quelques années plus tard ; il s'agit de Saint Vincent de Paul ramène des galériens à la foi (1876) et Saint Vincent de Paul secourant les Alsaciens et les Lorrains après la guerre de 1637 (1879).
En 1875, il entreprend un nouveau voyage en Orient qui le mène de Grèce en Turquie. Plus tard il visite également l'Égypte et la Roumanie, où il rejoint son frère appelé à restaurer certains monuments en 1892.
Du Maroc, notamment de Tanger, il rapporte des scènes de genre prises au sein de la communauté juive.
Il expose un marbre, Le Fer qui donne du pain, figurant un paysan rétamant sa faux, au Salon de 1905.
Jean Jules Antoine Lecomte du Nouÿ meurt le 19 février 1923 à Paris.

## Hommage
Une rue du 16e arrondissement de Paris porte son nom depuis 1932.

## Œuvres

### Peinture
| Tableau | Titre | Date      | Dimensions    | Lieu de conservation                                                                                     |
| ------- | --- | --------- | ------------- | --- |
|         | Portrait du sculpteur Antoine Coysevox | 1862      |               | musée des Beaux-Arts de Lyon                                                                             |
|         | Francesca de Rimini et Paolo dans la caverne ou Françoise de Rimini aux enfers                                                                    | 1863      |               | Sète, musée Paul-Valéry                                                                                  |
|         | La Sentinelle grecque | 1865      |               | acheté par le duc de Mouchy, localisation inconnue                                                       |
|         | Invocation à Neptune | 1867      |               | Palais des Beaux-Arts de Lille                                                                           |
|         | Jobs et ses amis | 1867      |               | acheté par Charles Toché, localisation inconnue                                                          |
|         | Bonaparte à Beaucaire | 1867      |               | acheté par Victor de Swarte, localisation inconnue                                                       |
|         | Une danseuse Fellah | 1867      |               | localisation inconnue                                                                                    |
|         | La Folie d’Ajax le Télamonien | 1868      |               | localisation inconnue                                                                                    |
|         | L'Amour qui passe, l'amour qui reste | 1869      |               | château-musée de Boulogne-sur-Mer                                                                        |
|         | Portrait de Mademoiselle E. T. | 1869      |               | palais des Beaux-Arts de Lille                                                                           |
|         | Démosthène s'exerçant à la parole au bord de la mer                                                                                               | 1870      |               | localisation inconnue                                                                                    |
|         | Œdipe conduit par Antigone devant le corps de Jocaste                                                                                             | 1871      |               | musée des Beaux-Arts d'Arras (œuvre détruite en 1915)                                                    |
|         | Les Porteurs de mauvaises nouvelles | 1871      |               | Tunis, ministère des Affaires culturelles (dépôt du musée d'Orsay)                                       |
|         | Bathlemitaine priant sur la terrasse de sa maison                                                                                                 | 1871      |               | localisation inconnue                                                                                    |
|         | Au tombeau de la Vierge | 1871      |               | New York, musée d'Art Dahesh                                                                             |
|         | Chloë à la fontaine | 1872      |               | localisation inconnue                                                                                    |
|         | Le Charmeur | 1873      |               | mairie de Reims                                                                                          |
|         | Éros-Cupido | 1873      |               | Musée des Beaux-Arts de Tours                                                                            |
|         | Le Philosophe sans le savoir | 1873      |               | Worcester, Worcester Art Museum                                                                          |
|         | La Belle Orangère | 1873      |               | New York, Witcomb Gallery (1949)                                                                         |
|         | Judith | 1875      |               | New York, musée d'Art Dahesh                                                                             |
|         | Le Songe de l'eunuque | 1874      |               | Cleveland Museum of Art                                                                                  |
|         | Les Bouchers de Venise | 1875      |               | localisation inconnue                                                                                    |
|         | La Porte du sérail | 1876      |               | ancienne collection Yves Saint Laurent-Pierre Bergé, localisation inconnue                               |
|         | Un portier fumant au Caire | 1876      |               | Londres, Mathaf Gallery                                                                                  |
|         | Saint Vincent de Paul ramène des galériens à la foi                                                                                               | 1876      |               | église de la Sainte-Trinité de Paris                                                                     |
|         | Portrait d'Adolphe Crémieux | 1878      |               | Paris, musée d'Orsay                                                                                     |
|         | Les Chrétiennes au tombeau de la Vierge (Jérusalem)                                                                                               | 1878      |               | localisation inconnue                                                                                    |
|         | Saint Vincent de Paul secourant les Alsaciens et les Lorrains après la guerre de 1637                                                             | 1879      |               | église de la Sainte-Trinité de Paris                                                                     |
|         | Homère mendiant (triptyque) | 1881      |               | musée de Grenoble                                                                                        |
|         | Les Rabbins commentant la Bible (Maroc) | 1882      |               | Londres, Guildhall Art Gallery (en)                                                                      |
|         | Le Marabout prophète | 1883      |               | localisation inconnue                                                                                    |
|         | Polyptyque sur l'œuvre de Victor Hugo : Les Travailleurs de la mer Les Orientales Les Contemplations d'aujourd'hui Les Contemplations d'autrefois | 1884-1885 |               | musée des Beaux-Arts de Caen (œuvres détruites en 1944)                                                  |
|         | Le Samedi au ghetto (Maroc) | 1885      |               | localisation inconnue                                                                                    |
|         | Portrait du professeur Proust (de l'Académie de médecine)                                                                                         | 1885      |               | Musée Marcel Proust- Maison de tante Léonie Illiers -Combray                                             |
|         | Ramsès dans son harem - Triptyque (titre attribué)                                                                                                | 1886-1887 |               | Paris, musée d'Orsay                                                                                     |
|         | Autoportrait | 1887      |               | musée de Grenoble                                                                                        |
|         | La Belle Fernande | 1887      |               | musée des Beaux-Arts d'Angers                                                                            |
|         | La Vision d'Abraham | 1887      |               | localisation inconnue                                                                                    |
|         | Les Gardes-côtes (Ancienne Gaule) | 1888      |               | Paris, musée d'Orsay                                                                                     |
|         | L'Esclave blanche | 1888      |               | musée des Beaux-Arts de Nantes                                                                           |
|         | Un dimanche à Venise | 1889      |               | localisation inconnue                                                                                    |
|         | Le Dieu et la Mortelle | 1890      |               | localisation inconnue                                                                                    |
|         | Pour la Patrie | 1892      |               | musée des Beaux-Arts d'Angers                                                                            |
|         | Le Souper de Beaucaire, 28 juillet 1793 (seconde version)                                                                                         | 1894      |               | Anciennement au duc de Gramont, Salon de 1894, musée national des châteaux de Malmaison et de Bois-Préau |
|         | Charles Ier, Élisabeth et la famille royale de Roumanie                                                                                           | 1896      |               | localisation inconnue                                                                                    |
|         | La Reine Élisabeth de Roumanie, Carmen Sylva | 1898      |               | localisation inconnue                                                                                    |
|         | La Dictée d'Austerlitz | 1899      |               | localisation inconnue                                                                                    |
|         | Tristesse de Pharaon | 1901      |               | Salon de 1901, localisation inconnue                                                                     |
|         | Tête de femme | 1901      | 28 cm x 20 cm | Collection particulière (France)                                                                         |
|         | Mademoiselle de Maupin | 1902      |               | localisation inconnue                                                                                    |
|         | La Sorcière | 1903      |               | localisation inconnue                                                                                    |
|         | Le fer qui donne du pain | 1903      | plâtre        | Salon des artistes français de 1903, localisation inconnue                                               |
|         | Rêve d'Orient | 1904      |               | Salon des artistes français de 1905, no 1143, localisation inconnue                                      |
|         | Madrigal | 1906      |               | localisation inconnue                                                                                    |
|         | Le fer qui donne du pain | 1905      | marbre        | Salon des artistes français de 1905, Mairie de Sermaize-les-Bains                                        |
|         | Portrait de Madame de Nouÿ | 1906      |               | Versailles musée Lambinet                                                                                |
|         | La Dernière Ronde | 1913      |               | localisation inconnue                                                                                    |
|         | L'Arbre mort (vieux Caire) |           |               | musée d'Art et d'Histoire de Narbonne                                                                    |
|         | Bords de l'oued (Biskra) |           |               | musée d'Art et d'Histoire de Narbonne                                                                    |
|         | L'Écrivain public (Tanger) |           |               | musée d'Art et d'Histoire de Narbonne                                                                    |
|         | La Prière du soir à Abderaman (Alger) |           |               | musée d'Art et d'Histoire de Narbonne                                                                    |
|         | Un café à Louksor (Haute Égypte) |           |               | musée d'Art et d'Histoire de Narbonne                                                                    |
|         | Un poste avancé (Haute Égypte) |           |               | musée d'Art et d'Histoire de Narbonne                                                                    |
|         | Le Fumeur d'opium |           |               | localisation inconnue                                                                                    |

### Sculpture
- Valentine Lecomte du Nouÿ, 1877, statue ornant sa tombe, Paris, cimetière du Montparnasse.
- Pour la liberté, dédié aux enfants de Paris, 1900, Bruxelles, musée royal de l'Armée et de l'Histoire militaire.
- Le Fer qui donne du pain, 1905, marbre, mairie de Sermaize-les-Bains.
- Jean-Baptiste Namur, 1911, bas-relief en bronze ornant la tombe de ce capitaine d'artillerie, Paris, cimetière du Père-Lachaise, 19e division[11].
- Le Divin Chanteur, Orphée, 1913, Versailles, hôtel de ville.

## Influences
Inspirée du Roman de la momie de Théophile Gautier, la toile Les Porteurs de mauvaises nouvelles (1871) fut appréciée entre autres par Jules Claretie ; elle est citée dans le Journal de Julien Green comme source d'un érotisme troublant. Cette toile a elle-même inspiré Frank Frazetta pour la couverture de l'album Conan The Destroyer.